# 邵均
邵钧（1903年8月19日—1977年12月18日），字维坤，男，江苏宜兴人，中华人民共和国林学家、政治人物，曾任黑龙江省政协副主席。